# El conventillo de la Paloma
El conventillo de la Paloma es un sainete festivo en un acto con tres cuadros, escrito por el dramaturgo argentino Alberto Vacarezza y estrenado el 5 de abril de 1929 en el Teatro Nacional por la compañía Lamarque-Charmiello. A lo largo de los años fue representada por diversos elencos en numerosas oportunidades, tanto en teatro como en televisión. En 1936 se realizó una película del mismo nombre basada en la obra y dirigida por Leopoldo Torres Ríos. El sainete fue uno de los mayores éxitos de todos los tiempos del teatro argentino, y cuando se estrenó continuó en escena por más de un año, cumpliendo el 29 de mayo de 1930 1000 representaciones.

## El autor
Vacarezza fue un prolífico autor que escribió más de 200 obras entre letras de tango, zambas, canciones, poemas y piezas teatrales. Los elementos teatrales que utilizaba eran prácticamente invariables: el escenario de sus obras –en el caso, un conventillo-, personajes del país y del extranjero en franco contraste de caracteres –especialmente los de italianos y españoles, las colectividades más numerosas del país-, las mujeres claramente encasilladas –las pobres pero honradas y las otras, ganadas por el asfalto y las luces del centro- y una galería de nativos con compadritos, atorrantes, pícaros, guitarristas, etcétera. Así pudo decir la crónica de La Razón del 6 de abril de 1929: 

”Cuando se alza el telón sobre un nuevo sainete del señor Vacarezza, cualquier espectador, si conoce dos o tres obras del autor, puede ir previendo no sólo los acontecimientos capitales de la acción, sino las escenas, las situaciones …casi hasta la frase con que el compadrito va a retrucar a su rival …”

## La obra
La obra está compuesta por el mucho de un acto entre tres cuadros. Trata sobre la historia de "La Paloma", una bella mujer que habita en un conventillo de la paloma de la cual están perdidamente enamorados el cañeque y el resto de los inquilinos y el mismo encargado. La obra comienza con un ocurrente prólogo para las "damas y caballeros" que dice que "Otra vez tras largo sueño, con su embrujo y su beleño, vuelve el sainete porteño alegre y sentimental. Como en sus noches mejores a bordar viejos primores y a reavivar los colores de la gama natural". Dice también describiendo a Buenos Aires como "la abnegada" o la "gran aldea" que "dio albergue de su fe a cuantos a ella vinieron y a poco andar se fundieron en su crisol...y así fue como a la luz de la tea, del trabajo y de la idea, la lejana Gran Aldea de los sueños de Cané se tornó proficua y pingüe, cosmopolita y bilingüe hasta ser lo que hoy se ve." lo cual resulta una descripción muy representativa de la idiosincrasia porteña. 

### Primer cuadro
En el primer cuadro aparecen Seriola, quien está casado con Doce Pesos, cantando. Aparece Miguel, el encargado quien manifiesta tener "piedra libre" con La Paloma ya que su mujer está en Nápoles. Luego aparece José quien está casado con Mariquiña. Finalmente nos enteramos de que allí también habita "la turca Sofía", casada con Abraham (a quienes por cierto raramente se les comprende lo que dicen). Se dan intercambios cómicos entre los personajes y cuando aparece La Paloma ninguno de los esposos tarda en dejarle claro lo bella que es ella en sus ojos. Sin embargo, entre los hombres hay una excepción a la hora de halagar a la dama: Villa Crespo. Este manifiesta que le parece fea "la grela". Las esposas le manifiestan a su indignación por la inclinación de sus esposos hacia la Paloma y le piden a Miguel (el encargado) que le pida que se vaya. Miguel accede, pero cuando La Paloma le comenta que ella ya se quería ir por el revuelo que estaba ocasionando entre las mujeres, Miguel le pide que se quede y le cuenta que va a hacer un festejo por sus 10 años como encargado del conventillo, para lo cual invitará para que se ocupe de la música a "Conijo", es decir Conejo. Las mujeres, desesperadas, cuentan lo sucedido a Villa Crespo y este les propone fingir inclinación hacia otros hombres. Aparece otro personaje: Paseo de Julio, quien acompaña a Conijo. Se dice que está de mal humor porque "se le fue la Mujica", es decir la mujer. Conijo habla todo el tiempo con apellidos (una forma de lunfardo) y Miguel se pregunta si no será una "guía de italiano". Es entonces cuando pasa casualmente por allí La Paloma y Paseo de Julio la reconoce. Es ella quien había huido de él. Le dice que quiere que vuelva "al bajo con él". Ella no quiere, manifestando que ahora "quiere ser buena". Ocurre un enfrentamiento armado entre Paseo de Julio, quien para lograr su fin recurre a la violencia, y Villa Crespo que se muestra dispuesto a defender a La Paloma (a diferencia del resto que antes la halagaban). Pero Villa Crespo dice que "se defendió él" de la vergüenza que es ver a un hombre castigar una mujer, negando así haberla defendido. Paseo de Julio promete volver. Las mujeres (Doce Pesos, Sofía y Mariquiña) abrazan una tras otra a Villa Crespo siguiendo la farsa acordada para dar celos a sus respectivos esposos.

### Segundo cuadro
En el siguiente cuadro van a la ventana de La Paloma cantando Seriola y José, quienes son rechazados. Finalmente aparece Miguel, encontrándose en el camino con Abraham (esposo de Sofía) y mandándolo de vuelta a su cuarto. Miguel también es rechazado y al ser encontrado por José, es desafiado. Pero logra salir menesteroso de la situación pidiendo a su oponente que sostenga su sombrero, y lo golpea pudiendo así huir, con lo cual comienza el siguiente cuadro en el festejo de los diez años de su inquilinato.

### Fiesta
En la fiesta, Mariquiña bailará con Villa Crespo para dar celos a su esposo José. Doce Pesos con Risita, un amigo de Villa Crespo, para dar celos a Seriola y Sofía con otro amigo de Villa Crespo: El Cansao, para dar celos a su esposo Abraham. La Paloma había decidido no ir pero por celos de Villa Crespo termina bailando con Miguel. Viene un Tango y versos de Villa Crespo. La Paloma ofrece con tono decidido a Villa Crespo bailar pero él se niega. Aparece Paseo de Julio con dos amigos y Paloma decide irse con él. Es entonces cuando Villa Crespo se lo impide y le declara su amor. Se escuchan dos tiros y hay un desbande de la mayoría de los personajes, quedando sólo los personajes principales, sin Paseo de Julio. Villa Crespo admite haber "disfrazado de desprecio su cariño para lograr ganar el corazón de Paloma". Ambos manifiestan su amor y Miguel, a causa de su desesperación, se da la cabeza contra la pared. Los esposos que habían dado muestras de celosía cuando se enteran de que era todo una comedia se reconcilian.

La obra está inspirada en el sainete español La Revoltosa.